# Would You Be Happier?
«Would You Be Happier?» es un sencillo de la banda irlandesa The Corrs publicado en 2001 con motivo de la edición del primer recopilatorio de la banda, Best Of The Corrs. El sencillo incluía también una adaptación del tema de The Beatles, The Long and Winding Road.

## Ediciones

### Europa
1. «Would You Be Happier?»
2. «Would You Be Happier?» (Remix)
3. «The Long and Winding Road»

### Edición Europa II
1. «Would You Be Happier?»

### Enhaced Edition
1. «Would You Be Happier?»
2. «Would You Be Happier?» (Alternative Mix)
3. «The Long and Winding Road»
4. «Would You Be Happier?» (Vídeo Versión)

## Videoclip
El video muestra a The Corrs probando un nuevo estilo, consultando a especialistas en imagen que los visten con una estética totalmente distinta a la habitual. Casi al final aparecen vestidos de heavys con pelucas de colores y pendientes, tocando ante un público extravagante. En uno de los conciertos se ve cómo destrozan los instrumentos y en otro todos los aparatos y sintetizadores comienzan a expulsar humo y tienen que bajar del escenario. Se acaba el video con los miembros de The Corrs en un sofá tocando únicamente con una guitarra ante los actores que colaboran en el videoclip, aplaudiéndoles.